# Calvin Murphy

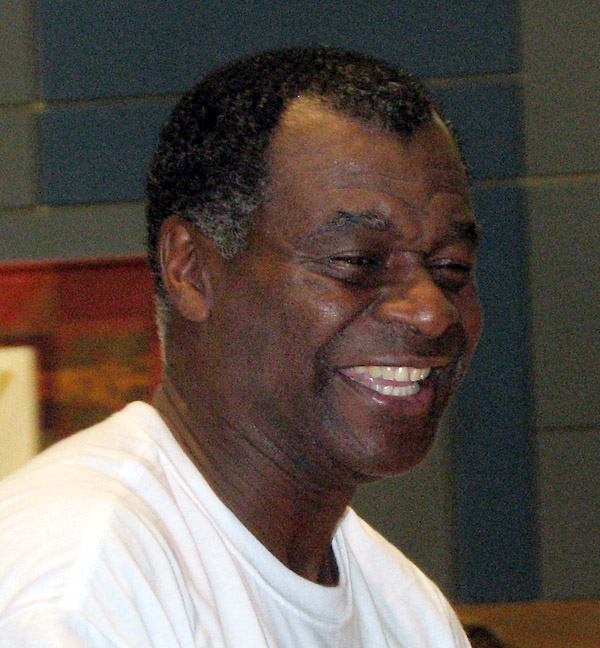
Calvin Murphy, 2008

Calvin Jerome Murphy (* 5. September 1948 in Norwalk, Connecticut) ist ein ehemaliger US-amerikanischer Basketballspieler der San Diego Rockets und der Houston Rockets in der NBA. Der 1,75 Meter große Murphy hält mehrere Freiwurfrekorde und ist Mitglied der Naismith Memorial Basketball Hall of Fame.

## Karriere
Murphy wurde im NBA-Draft von 1970 von den San Diego Rockets an 18. Stelle gezogen. Er etablierte sich rasch als startender Point Guard und erzielte auf Anhieb 16 Punkte und 6 Vorlagen pro Spiel. Murphy kam ins NBA All-Rookie Team der besten Neulinge und bestach durch seine enorme Trefferquote: er traf beständig 45 % seiner Würfe und exzellente 85 % seiner Freiwürfe, eine Quote, die er im Lauf seiner Karriere auf den bis heute gültigen NBA-Rekord von ü96 % steigerte. Nach dem Umzug nach Houston steigerte er sich nach und nach auf 21 Punkte und 7 Vorlagen pro Spiel. Trotz seiner für Basketball geringen Körpergröße von 1,75 Metern (er war z. T. 15 Zentimeter kleiner als seine Gegenspieler) galt Murphy als sehr guter Defensivspieler, weil er oft mit seinen schnellen Händen dem Gegner den Ball wegnehmen konnte: er verbuchte zwei Saisons mit über 150 Steals.
Mit den Rockets erreichte Murphy an der Seite von Rudy Tomjanovich und Moses Malone mehrere Mal die Playoffs und 1977 die Eastern Conference Finals, wo sie aber an den Philadelphia 76ers scheiterten. 1981 kam Murphy mit den Rockets ins NBA-Finale, unterlagen aber in 6 Spielen gegen die Boston Celtics von Larry Bird, was der nun 32 Jahre alte Murphy trotz 18 Punkten und 3 Vorlagen pro Spiel nicht verhindern konnte. Er spielte noch bis 1984, ehe er im Alter von 34 Jahren abtrat. Die Rockets zogen als Dank seine Nummer 23 für immer zurück. Mit 17.949 Punkten und 1.002 Spielen für beide Inkarnationen dieses Teams (San Diego und Houston) gilt er nach Hakeem Olajuwon als zweitgrößter Rockets-Spieler aller Zeiten. 1993 wurde er in die Basketball Hall of Fame gewählt.
Für sein soziales Engagement wurde Calvin Murphy 1979 mit dem J. Walter Kennedy Citizenship Award ausgezeichnet.
Nach seiner Karriere wurde Murphy Kommentator und Analyst bei Radio- und TV-Übertragungen der Rockets-Spiele. Heute arbeitet er in derselben Funktion bei ESPN.

### Spielweise
Murphy ist bis heute mit lediglich 1,75 Metern der kleinste NBA-Spieler in der Basketball Hall of Fame. Er erwarb sich den Respekt seiner Zeitgenossen, weil er trotz dieses Handicaps ein Star in der NBA wurde. "Er war wie ein Bantamgewicht, der es wagte, sein Geld bei den Schwergewichten zu verdienen", meinte Rockets-Teamkollege Major Jones stellvertretend über Murphy.
Ebenfalls war Murphy für seine einmalige Trefferquote von der Freiwurflinie bekannt. Sein Karriere-Freiwurfquote von 89,1 % ist die fünfthöchste aller Zeiten, und in einer Saison (1980–81) traf er sagenhafte 96 % seiner Freiwürfe, was bis heute die zweithöchste Quote in einer Saison ist. In diesem Jahr traf er u. a. auch 78 Freiwürfe in Folge, was heute Platz 3 in der ewigen Liste dieser Statistik ist.

## Privatleben
Murphy hatte ein ereignisreiches Privatleben. Er war mit Vernetta verheiratet, mit der er zwei Töchter und einen Sohn hatte, aber insgesamt soll er 14 Kinder von 9 Frauen haben. Murphy wurde 2004 wegen angeblichen sexuellen Missbrauchs von 5 seiner illegitimen Kinder angeklagt, aber alle Anklagen wurden letztlich fallengelassen.